# Piotr Parandowski

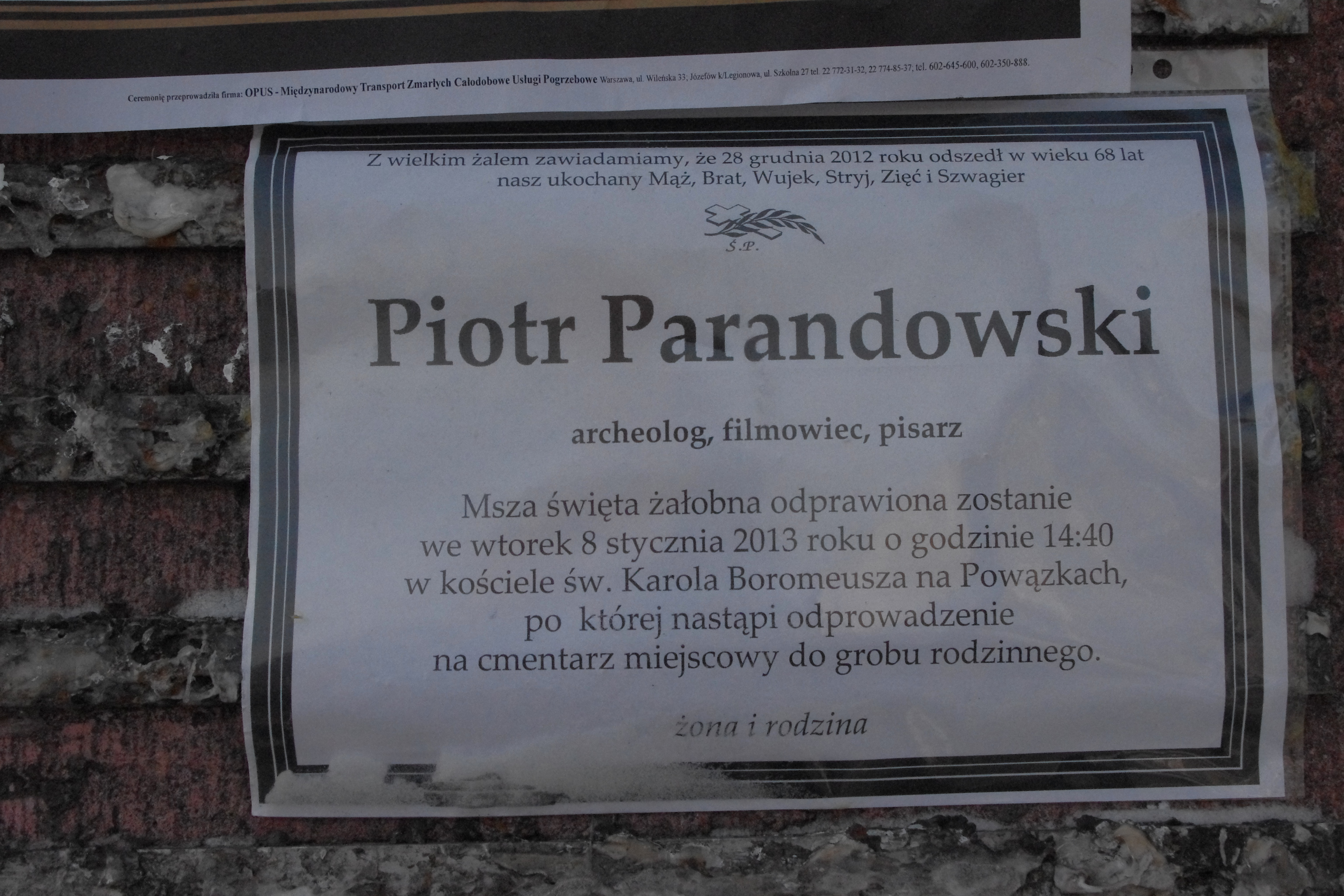
Nekrolog Piotra Parandowskiego przy Kościele Niepokalanego Poczęcia Najświętszej Maryi Panny przy ul. Grójeckiej w Warszawie

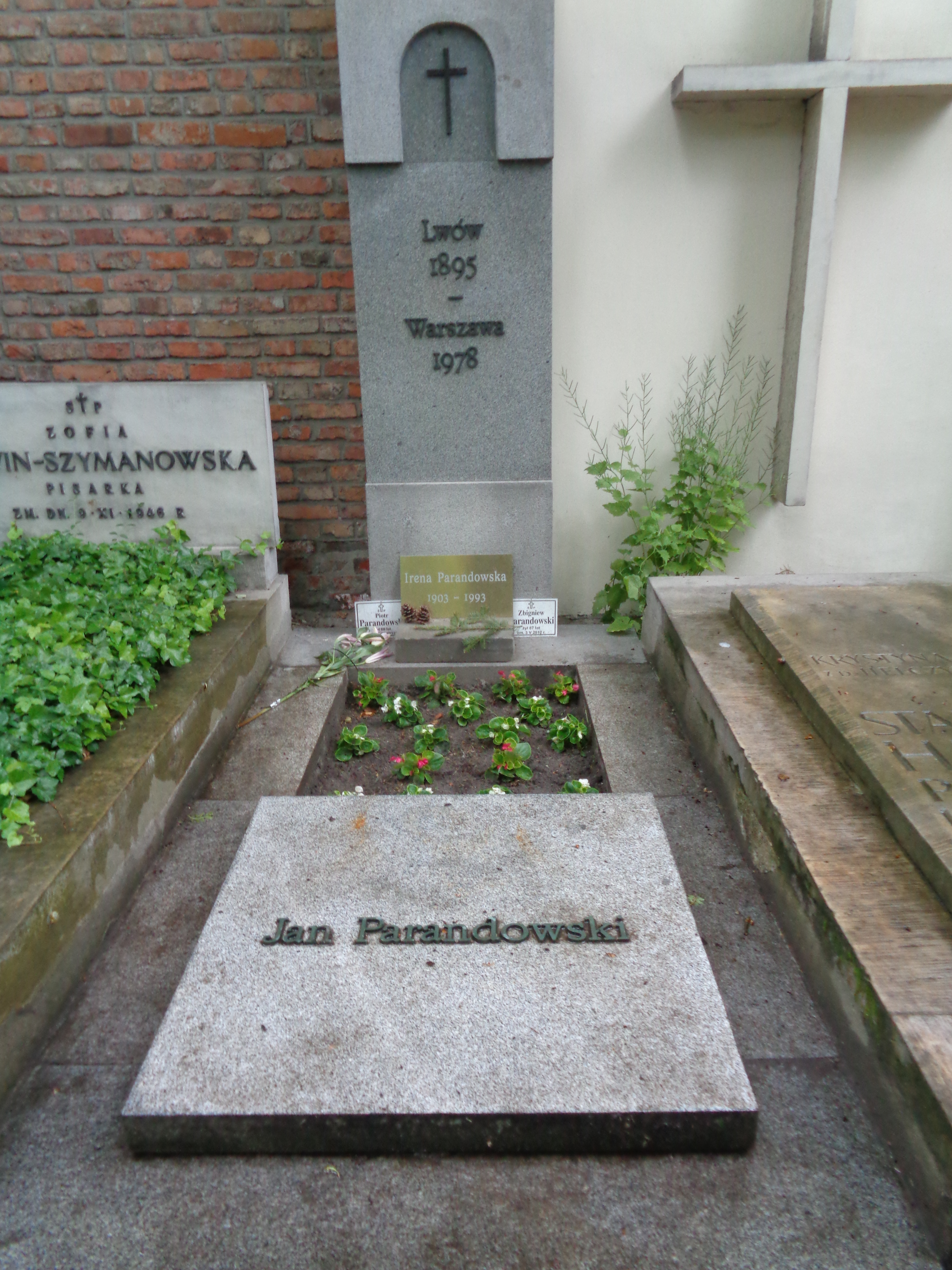
Grób pisarza Jana Parandowskiego (1895-1978) i jego syna reżysera i archeologa Piotra Parandowskiego (1944-2012) na cmentarzu Powązkowskim w Warszawie

Piotr Parandowski (ur. 23 listopada 1944 w Tarnobrzegu, zm. 28 grudnia 2012 w Warszawie) – polski archeolog, pisarz i filmowiec. Syn pisarza i tłumacza Jana Parandowskiego.
Posiadał wykształcenie archeologiczne, był wieloletnim współpracownikiem Centrum Archeologii Śródziemnomorskiej Uniwersytetu Warszawskiego. Specjalizował się w reżyserii, zdjęciach i tworzeniu scenariuszy do filmów dokumentalnych z prac polskich archeologów i konserwatorów zabytków, tworząc między innymi takie filmy jak: Spotkanie z architekturą Egiptu (1975), Malowidła z Faras (1987), Dziennik Sudański (2005). Był członkiem Stowarzyszenia Filmowców Polskich.
Zajmował się także pisarstwem, był autorem książki Nie ma, a jest z 2001 r., zawierającej eseje opisujące
podróże odbyte przez niego w trakcie realizacji filmów dokumentalnych. Drugą jego książką była Mitologia wspomnień z 2008 r., zawierająca liczne wątki autobiograficzne.
Piotr Parandowski zmarł 28 grudnia 2012 r. i został pochowany 8 stycznia 2013 r. na cmentarzu Powązkowskim w Warszawie w grobie swoich rodziców w alei zasłużonych (grób 40).